# إيران في الألعاب الأولمبية الصيفية 1900
تنافس مبارز واحد يحمل جنسية فارسية في الألعاب الأولمبية الصيفية 1900 في باريس، مما جعله أول منافس أولمبي يمثل بلاد فارس (إيران)، والوحيد فقط الذي نافس في عهد سلالة قاجار. كان على البلاد أن تنتظر حتى تولت السلالة البهلوية الحكم وتنظيم الألعاب الأولمبية الصيفية 1948 لكي ترسل فريقاً للمشاركة في الألعاب الأولمبية.

## روابط خارجية
- Official Olympic Reports
- International Olympic Committee results database